# Суня (община)

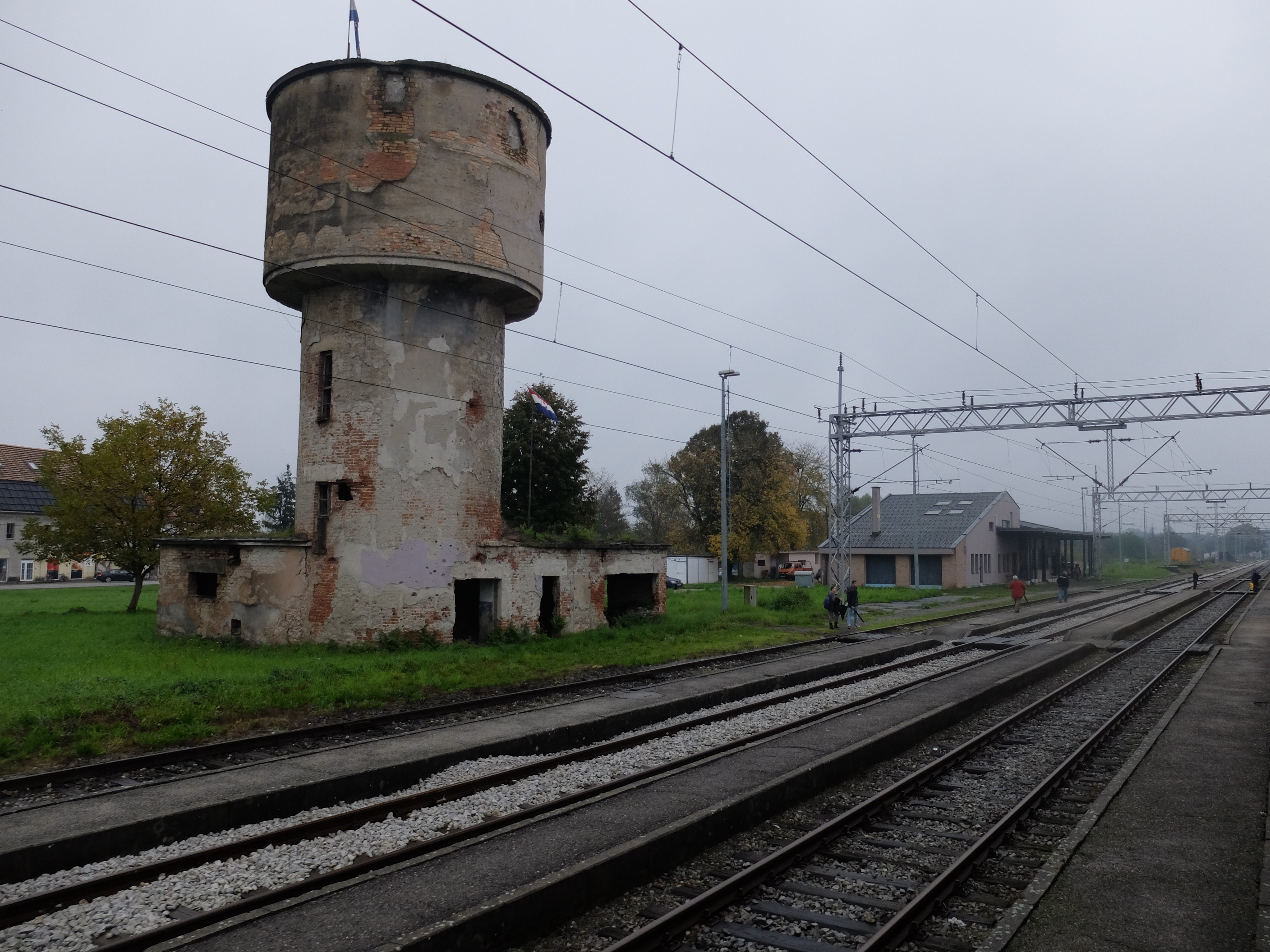
Железнодорожный вокзал

Суня (хорв. Sunja) — община с центром в одноимённом посёлке в центральной части Хорватии, в Сисацко-Мославинской жупании.

## Население
Население общины 5748 человек (2011), население посёлка — 1412 человек. В состав общины кроме административного центра входят ещё 41 деревня.
Большинство населения общины составляют хорваты — 54,2 %, сербы насчитывают 22,3 %.

## География
Посёлок Суня находится на стыке исторических регионов Посавина и Бановина, стоит на обоих берегах одноимённой реки в её нижнем течении. Деревни общины располагаются на низменной местности, по которой текут Суня и Сава, в которую она впадает и известную как Суньско-Поле. В 12 км к югу от посёлка находится город Хрватска-Костайница, в 15 км к северо-западу — Сисак. В посёлке есть ж/д станция на линии Сисак — Хрватска-Костайница, через Суню проходят автодороги D224 Сисак — Хрватска-Дубица и ответвляющаяся от неё D521 Суня — Хрватска-Костайница.

## История

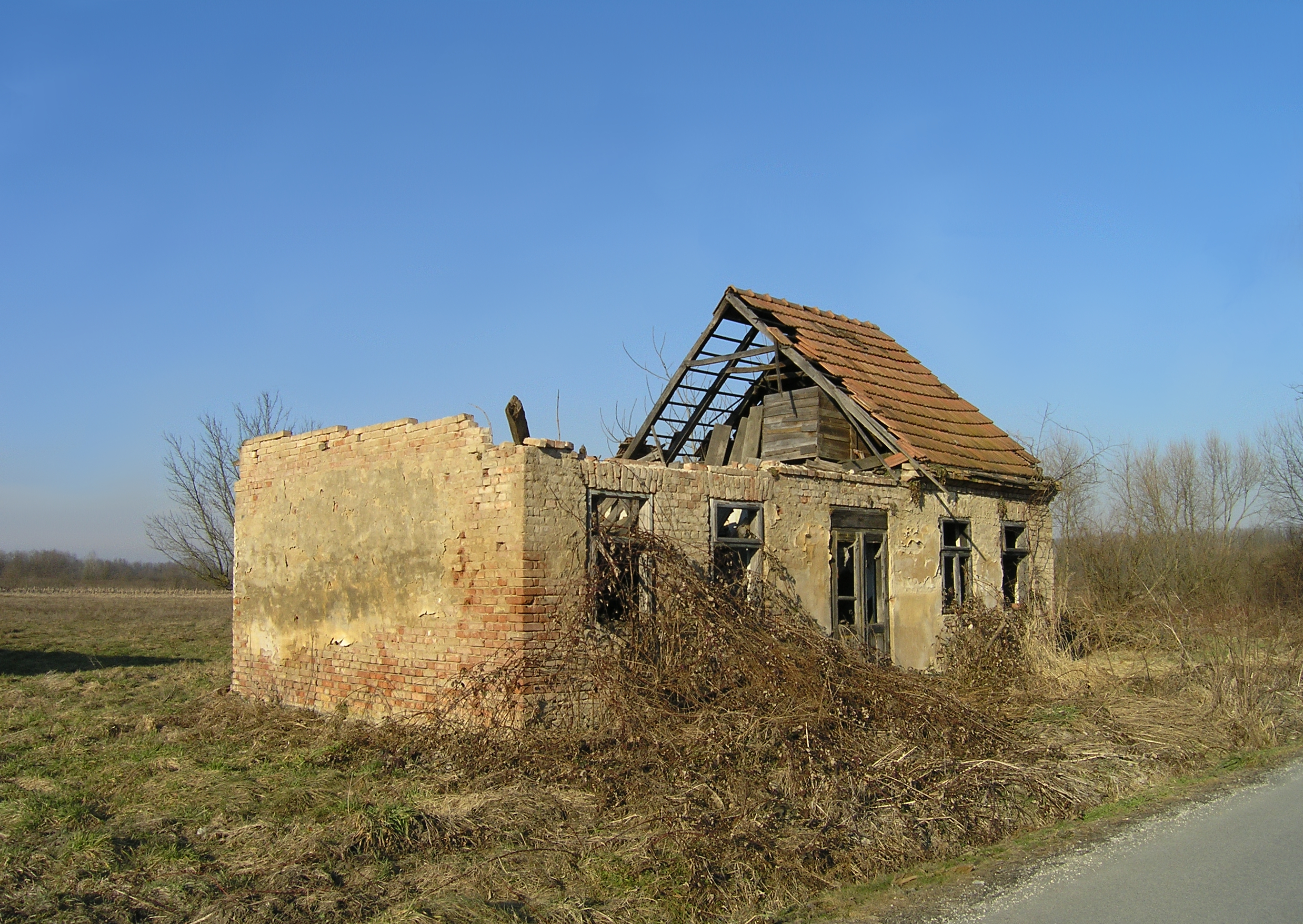
Сербский дом, разрушенный в войне 1991—1995 гг.

В начале XVI века Суня принадлежала аристократическому семейству Кеглевичей. В результате турецких набегов большая часть этих земель опустела, затем вошла в состав Военной границы, после отражения турецкой угрозы перешла под гражданское управление Хорватии в составе Габсбургской империи.
Приходская церковь Суни — церковь св. Марии Магдалины построена в 1824 году в стиле позднего барокко.
Во время войны в Хорватии 1991—1995 года Суня подвергалась атакам со стороны подразделений самопровозглашённой Сербской Краины, но защитники посёлка сумели её отстоять, хотя в боях множество зданий было разрушено.